# Chrysler Cordoba (B-Body)

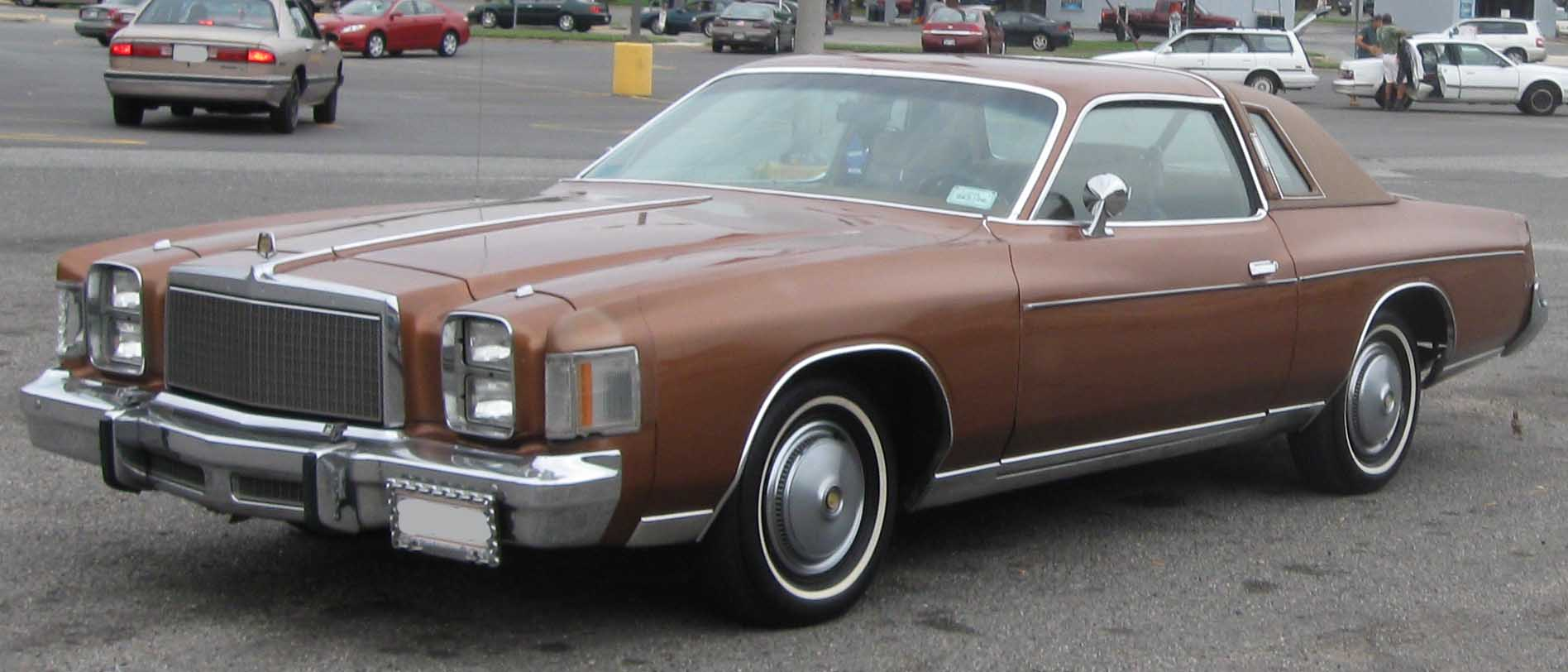
Chrysler Cordoba, zweite Serie mit Doppelscheinwerfern

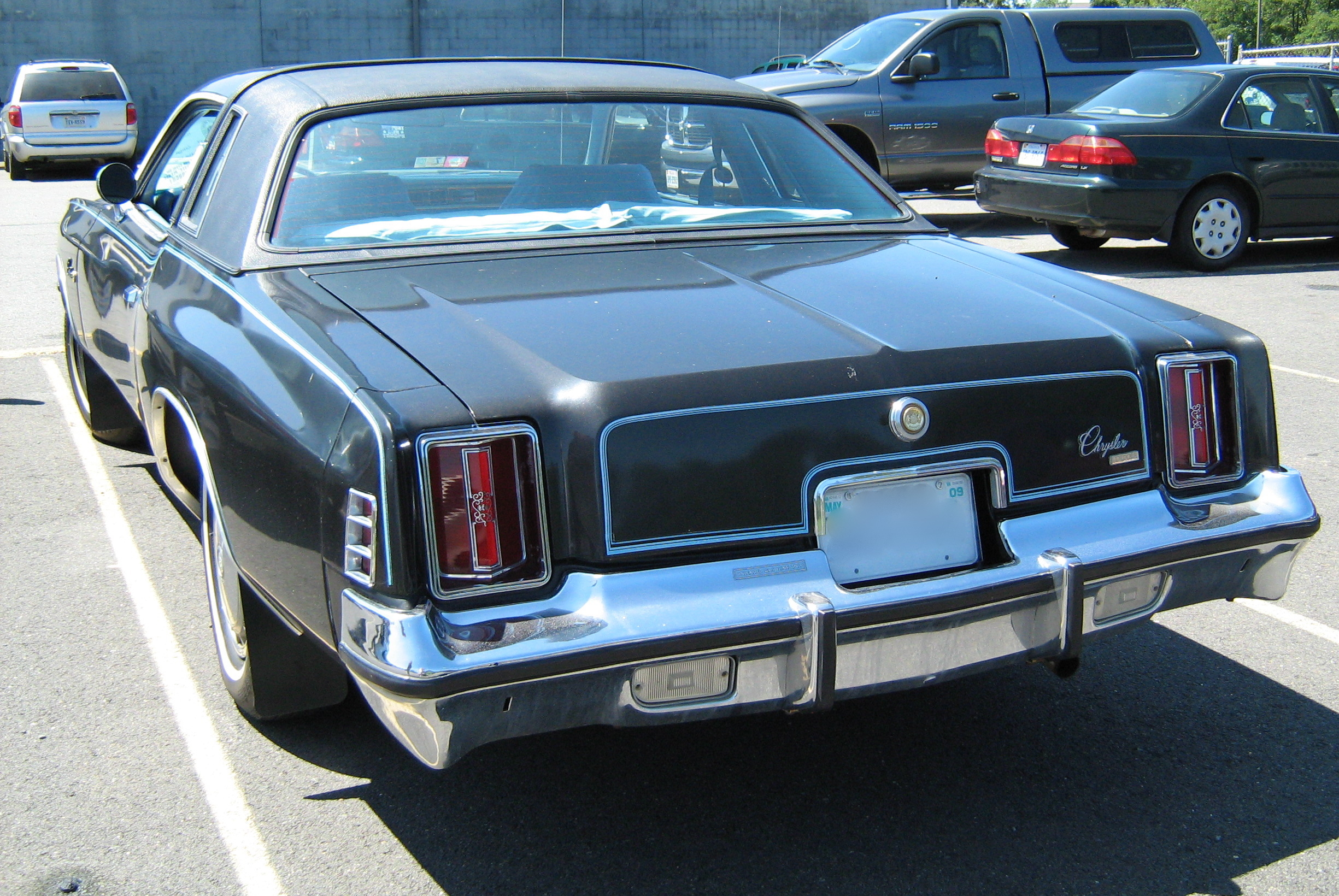
Von 1975 bis 1979 kaum verändert: Die Heckpartie des Cordoba

Der von 1975 bis 1979 angebotene Chrysler Cordoba ist ein auf der sogenannten B-Plattform (auch: „B-Body“) basierendes Coupé des US-amerikanischen Automobilherstellers Chrysler, das in der oberen Mittelklasse positioniert war. Er ist die erste von zwei Baureihen, die als Chrysler Cordoba vermarktet wurden. Die erste Serie des Cordoba war das erste Auto der Marke Chrysler, das nicht zu den Full-Size-Modellen gehörte, sondern das Segment der kleineren Intermediate-Modelle bediente. Die zum Chrysler-Konzern gehörende Dodge Division bot eine nahezu baugleiche Version unter dem Namen Dodge Charger SE an. Das Nachfolgemodell wurde ebenfalls unter der Bezeichnung Chrysler Cordoba verkauft.

## Hintergrund
Der Cordoba war Chryslers erstes Modell in der Klasse der Personal Luxury Cars. Das Auto zielte auf Konkurrenten wie den Pontiac Grand Prix und den Chevrolet Monte Carlo, die seit 1969 jährlich in zumeist sechsstelligen Stückzahlen produziert wurden. Chrysler hatte in den frühen 1970er-Jahren kein vergleichbares Fahrzeug im Programm, sah aber ähnlich wie die Ford Motor Company, die zur gleichen Zeit den Ford Elite konzipierte, gute Marktchancen für ein solches Auto.
In den Abmessungen entsprach der Cordoba annähernd den Vorbildern von General Motors. Damit war er der erste Chrysler der Nachkriegszeit, der kompakter war als die sogenannten Full Size-Modelle. Seit 1960 hatte das Chrysler-Management wiederholt verkündet, dass es „niemals“ kompakte Autos der Marke Chrysler geben werde: Chrysler bediente in den USA daraufhin ausschließlich den Full-Size-Markt, während kleinere Fahrzeuge von den Konzernmarken Dodge und Plymouth vermarktet wurden. In Europa wurden allerdings zeitweilig Kompaktwagen Plymouth Valiant auch als Chrysler angeboten.
Im Hinblick auf diese Modellpolitik wurde der Cordoba anfänglich als Plymouth-Modell entwickelt. Plymouth war allerdings für kostengünstige und weniger prestigeträchtige Autos bekannt, sodass ein solches Auto nicht erfolgreich gegen den hochpreisigen Chevrolet Monte Carlo oder den Ford Elite hätte positioniert werden können. Letztlich entschied sich das Unternehmen kurz vor der Markteinführung dafür, den neuen Wagen als Chrysler – und nicht als Plymouth – anzubieten.
Der Name „Cordoba“ löste spanische und lateinamerikanische Assoziationen aus und sorgte für internationales Flair, das amerikanische Automobilhersteller seit den 1960er-Jahren vielfach zur Verkaufsförderung nutzten. Der Begriff Cordoba war bereits 1970 einmal von Chrysler verwendet worden; seinerzeit bezeichnete er eine besonders aufwendig ausgestattete Variante des Chrysler Newport, die in jeweils 1.800 Exemplaren als Hardtop-Coupé und als Cabriolet produziert worden war. Chrysler behauptete, der Name beziehe sich auf das Kalifat von Córdoba; andere sahen darin einen Verweis auf die spanische Stadt Córdoba. Im Marketingalltag wurden die spanischen bzw. lateinamerikanischen Assoziationen durch den mexikanischen Schauspieler Ricardo Montalbán unterstützt, der in Werbefilmen auftrat und in Zeitungsanzeigen abgebildet wurde.

## Technik und Design
Die erste Generation des Cordoba basierte auf Chryslers B-Plattform, die 1962 vorgestellt worden war und in den 1970er-Jahren als Grundlage für die Mittelklassemodelle Dodge Coronet (ab 1977 als Dodge Monaco bezeichnet) und Plymouth Satellite (später: Plymouth Fury) diente. Der Cordoba übernahm den Kastenrahmen dieser Modelle nahezu unverändert; Radstand, Spur und Breite des Cordoba stimmte daher mit den Maßen der Parallelmodelle überein.

### Design

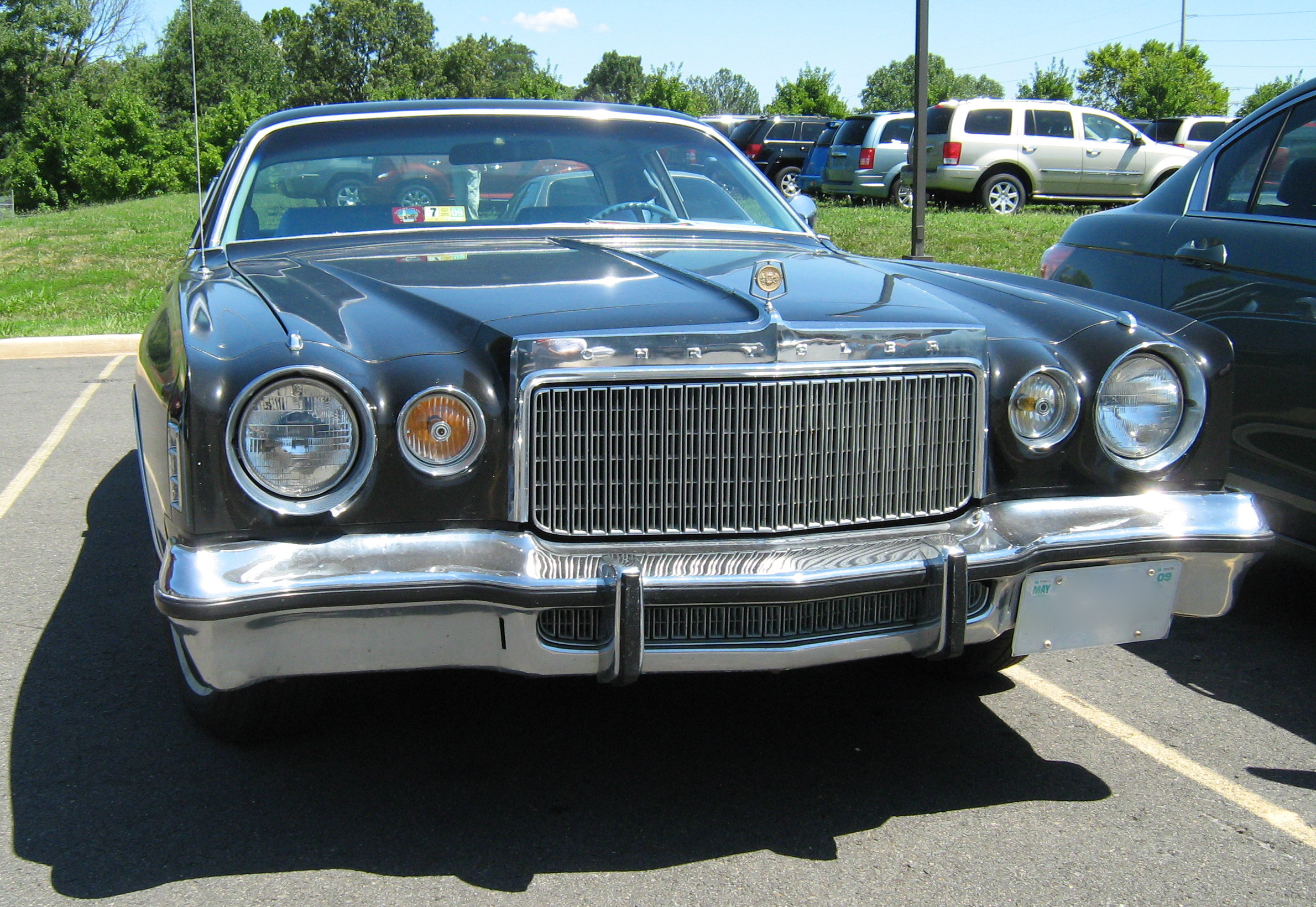
Doppelte Rundleuchten: Frontpartie der ersten Serie

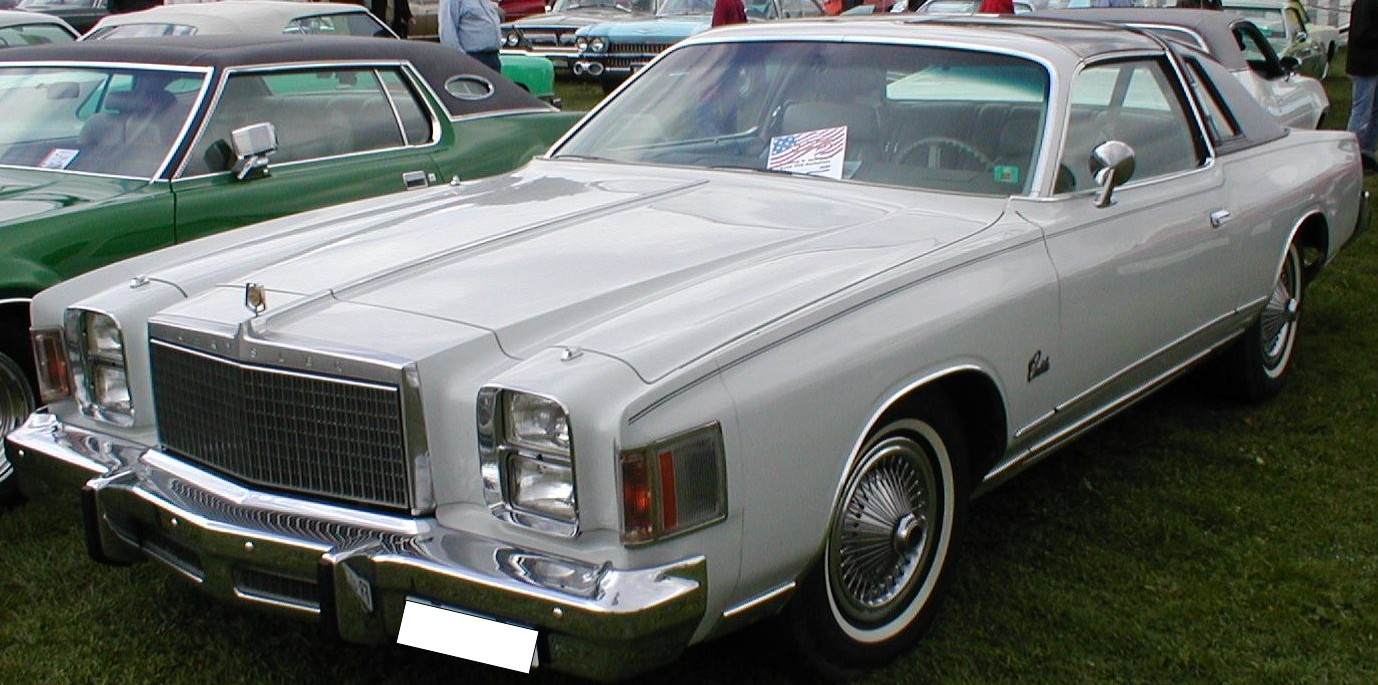
Mit herausnehmbaren Dachteilen: Cordoba „T-Top“ (zweite Serie)

Das Design des Cordoba war eigenständig. Das Auto wurde ausschließlich als zweitüriges Stufenheckcoupé mit Vinyldach angeboten. Es wurde in der amerikanischen Presse als „sehr gute Kreuzung aus einem Chevrolet Monte Carlo und einem Jaguar XJ6“ wahrgenommen. Insbesondere die runden Leuchteneinheiten an der Frontpartie der ersten Ausführung (1974 bis 1977) stellte Assoziationen zum Jaguar her. Die Türen des Cordoba waren mit 147 cm die breitesten, die jemals in einem amerikanischen Automobil verbaut wurden. Das erleichterte den Zugang zu den Rücksitzen, beeinträchtigte andererseits aber in engen Parklücken. Das Dach des Cordoba war serienmäßig mit Vinyl bezogen; wahlweise umfasste die Bespannung das gesamte Dach oder – in der sogenannten Landau-Version – nur das hintere Drittel.
Für das Modelljahr 1978 erfuhr der Cordoba ein Facelift und erhielt die damals vielfach verwendeten Rechteck-Doppelscheinwerfer, die übereinander angeordnet waren. Dadurch sah er in der Frontansicht dem Chevrolet Monte Carlo der Modelljahre 1976/77 ähnlich.
Eine Cabrioletversion war nicht vorgesehen. Zum Modelljahr 1977 führte Chrysler eine T-Top-Version ein, die zwei herausnehmbare Dachteile über dem Fahrer- und dem Beifahrersitz aufwies. Der obere Rahmen der Frontscheibe und das hintere Dach waren durch einen mittig verlaufenden Steg miteinander verbunden. Ähnliche Konstruktionen gab es auch beim Chevrolet Monte Carlo und dem Pontiac Grand Prix.

### Technik
Der Cordoba beruhte auf einem Kastenrahmen. Die Vorderräder waren an Querlenkern aufgehängt und hatten eine Drehstabfederung, hinten verwendete Chrysler eine Starrachse mit Blattfedern.
Angetrieben wurde der Cordoba ausschließlich von großvolumigen V8-Motoren. In den Modelljahren 1975 und 1976 stellte ein 5,9 Liter (360 Kubikzoll) großes Achtzylindertriebwerk die Standardmotorisierung dar, Versionen mit 5,2 Litern (318 Kubikzoll) sowie 6,6 Litern (402 Kubikzoll) Hubraum waren wahlweise erhältlich. 1977 und 1978 wurde das 6,6 Liter große Triebwerk zur Standardmotorisierung, während die beiden kleineren Triebwerke wahlweise verfügbar waren. 1979 schließlich wurde der 5,2 Liter große Achtzylinder zum Standardtriebwerk, während die Ausführung mit 5,9 Litern wahlweise angeboten wurde. Das 6,6 Liter große Triebwerk wurde 1979 nicht mehr angeboten. Mit Beginn des Modelljahrs 1978 waren alle Triebwerke zwecks Senkung des Benzinverbrauchs mit Chryslers Lean Burn System ausgestattet. Im Bundesstaat Kalifornien, der besonders strenge Abgasvorschriften aufstellte, wichen die Triebwerke teilweise von diesen Standards ab. Als Kraftübertragung diente in allen Fällen Chryslers TorqueFlite-Dreigangautomatik.
| Motorisierungen des Chrysler Cordoba | Motorisierungen des Chrysler Cordoba | Motorisierungen des Chrysler Cordoba | Motorisierungen des Chrysler Cordoba |
| Modelljahr                           | 5,2 Liter V8 (318 Kubikzoll)         | 5,9 Liter V8 (360 Kubikzoll)         | 6,6 Liter V8 (402 Kubikzoll)         |
| ------------------------------------ | ------------------------------------ | ------------------------------------ | ------------------------------------ |
| 1975                                 | 150 PS                               | 180 PS                               | 165 PS                               |
| 1976                                 | 150 PS                               | 170 PS                               | 170 PS 240 PS                        |
| 1977                                 | 135 PS 145 PS                        | 155 PS 170 PS                        | 195 PS                               |
| 1978                                 | 140 PS 155 PS                        | 155 PS 170 PS                        | 190 PS                               |
| 1979                                 | 135 PS                               | 150 PS 195 PS                        | --                                   |

## Marktpositionierung
Der Chrysler Cordoba wurde als komfortables Reisefahrzeug vermarktet. Dem entsprach die Innenausstattung des Autos, die komfortbetonte Elemente serienmäßig beinhaltete oder jedenfalls gegen Aufpreis bereitstellte. Das Armaturenbrett war mit Walnussholzimitat bezogen, elektrische Fensterheber und Sitzverstellungen waren lieferbar. Zu den herausragenden Details gehörte eine Echtlederausstattung, die die Bezeichnung „Soft Corintian Leather“ erhielt und für einige Zeit zu einem geflügelten Wort in amerikanischen Medien wurde. Alternativ waren Sitzbezüge in Jacquardmusterung lieferbar; sie wurden als „Castilian Jaquard“ bezeichnet. Kritiker betrachteten die Ausstattungsmöglichkeiten gelegentlich als übertrieben („overdone“).

## Bedeutung
Rückblickend wird das Auto vielfach als typischer Vertreter der Malaise Era wahrgenommen: als überdekoriertes Fahrzeug mit viel Plüsch und ohne jede Sportlichkeit. Dennoch zählt der Cordoba zu den wenigen Verkaufserfolgen, die Chrysler in den späten siebziger Jahren aufweisen konnte, die für das Unternehmen insgesamt wirtschaftlich schwierig waren.

## Produktion
Vom Cordoba der ersten Generation fertigte Chrysler insgesamt knapp 700.000 Exemplare. In den ersten Jahren machte der Cordoba damit mehr als die Hälfte der gesamten Produktion an Chrysler-Modellen aus. So entstanden im Modelljahr 1976 insgesamt 101.969 Fahrzeuge der Baureihen Chrysler Newport und Chrysler New Yorker; ihnen standen mehr als 120.000 Cordobas gegenüber. Der Cordoba war damit in seinem ersten Modelljahr nach dem Chevrolet Monte Carlo das erfolgreichste Auto seiner Klasse. Erst mit der Einführung des kompakteren, in einem ähnlichen Preissegment angesiedelten LeBaron, der auch als Coupé erhältlich war, ließ das Interesse am Cordoba nach.
Zugleich verkaufte sich der Cordoba deutlich besser als der baugleiche, preiswertere Dodge Charger SE. Von ihm entstanden von 1975 bis 1978 lediglich 142.000 Exemplare.
| Produktionszahlen Personal Luxury Coupés im Vergleich | Produktionszahlen Personal Luxury Coupés im Vergleich | Produktionszahlen Personal Luxury Coupés im Vergleich | Produktionszahlen Personal Luxury Coupés im Vergleich | Produktionszahlen Personal Luxury Coupés im Vergleich | Produktionszahlen Personal Luxury Coupés im Vergleich |
| Modelljahr                                            | Chrysler Cordoba                                      | Dodge Charger S/E                                     | Chevrolet Monte Carlo                                 | Pontiac Grand Prix                                    | Ford Elite                                            |
| ----------------------------------------------------- | ----------------------------------------------------- | ----------------------------------------------------- | ----------------------------------------------------- | ----------------------------------------------------- | ----------------------------------------------------- |
| 1975                                                  | 150.105                                               | 30.812                                                | 258.909                                               | 86.582                                                | 123.372                                               |
| 1976                                                  | 120.462                                               | 65.900                                                | 353.272                                               | 228.091                                               | 146.474                                               |
| 1977                                                  | 183.146                                               | 42.542                                                | 411.038                                               | 228.430                                               | --                                                    |
| 1978                                                  | 124.825                                               | 2.800                                                 | 358.191                                               | 228.444                                               | --                                                    |
| 1979                                                  | 88.015                                                | --                                                    | 316.923                                               | 210.050                                               | --                                                    |

## Varianten

### Chrysler 300

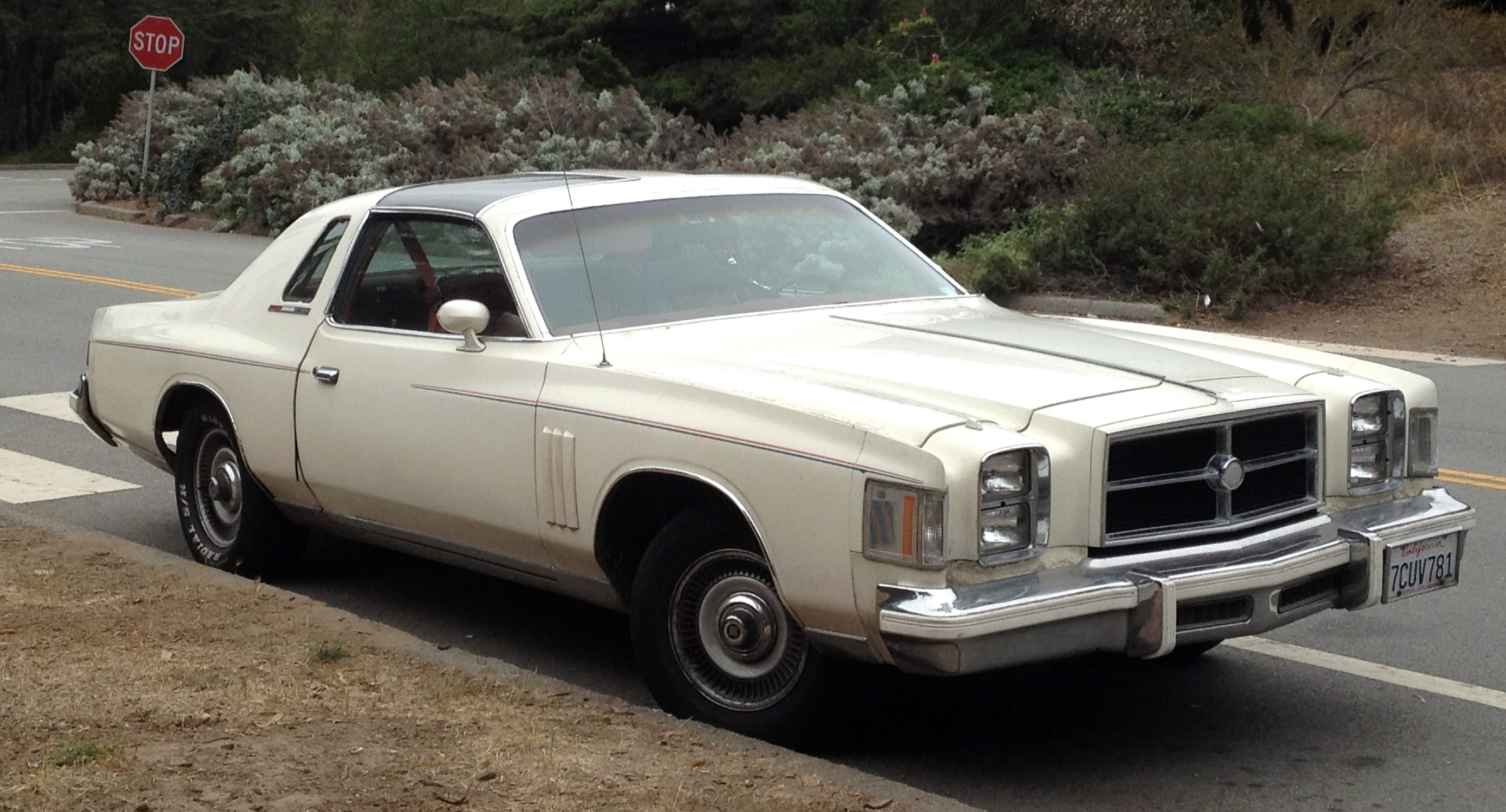
Chrysler 300 (1979)

Eine besondere Version des Cordoba war der Chrysler 300, der nur 1979, im letzten Modelljahr der ersten Generation, angeboten wurde. Es handelte sich um eine sportlichere Ausführung des Cordoba. Die Wagen trugen nur die Zahl 300 als Modellbezeichnung. Mit ihr knüpfte Chrysler an die in Liebhaberkreisen legendäre „Letter Series“ an, eine 1955 begonnene und bis 1970 geführte Reihe sportlicher Zweitürer. Das Auto war serienmäßig mit einer 195 SAE-PS starken Version des 5,9-Liter-Motors ausgestattet, dem stärksten in diesem Jahr angebotenen PKW-Motor des Chrysler-Konzerns. Daneben verfügte es über eine etwas härtere Federung als das Serienmodell, Einzelsitze vorn und eine besondere, weiße Lackierung. Eigenständig waren auch das kreuzförmige Dekorelement in der Kühlluftöffnung, die ein Gestaltungselement früherer 300-Modelle aufgriff, sowie simulierte Entlüftungsklappen in den vorderen Kotflügeln. Der 300 war 2.040 US$ teurer als ein regulärer Cordoba. Von dem 300 entstanden 1979 insgesamt 3.811 Exemplare.

### Dodge Charger SE

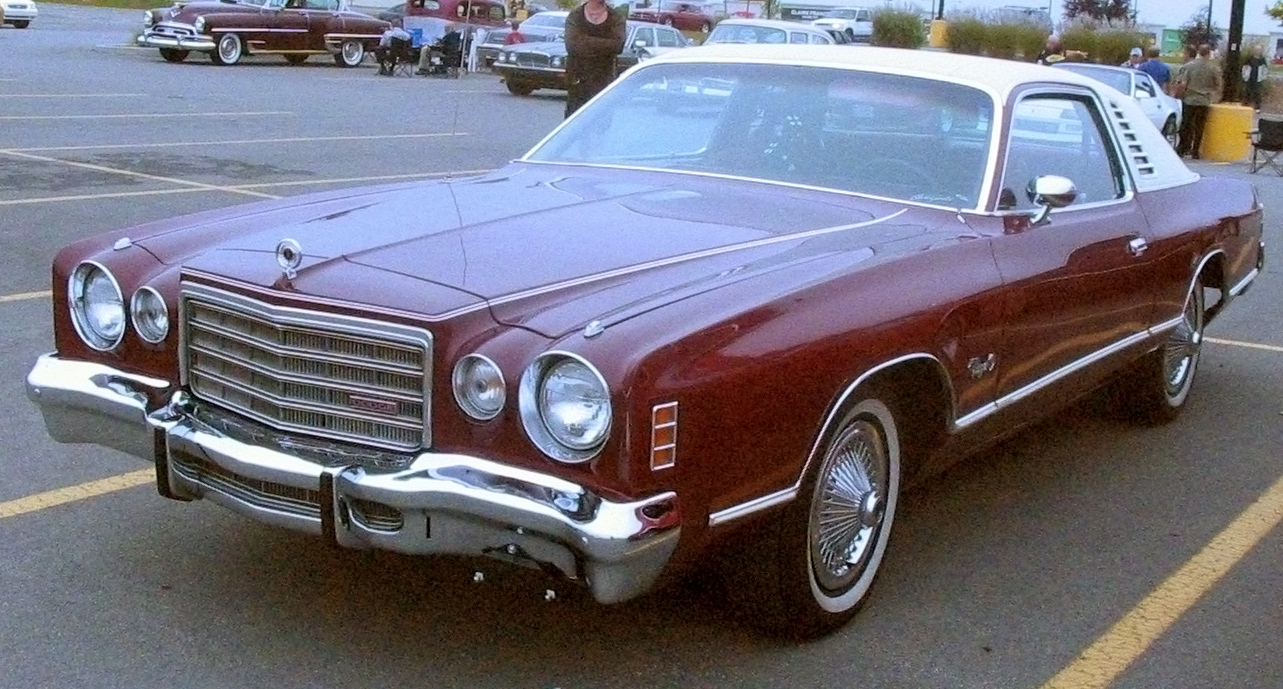
Vom Cordoba nur in Details zu unterscheiden: Dodge Charger SE (1975)

Parallel zum Chrysler Cordoba verkauften die Dodge-Händler eine Version des Coupés als Dodge Charger SE. Der Charger SE war äußerlich nahezu identisch mit dem Cordoba, wies aber eine etwas weniger hochwertige Ausstattung auf. Der Charger SE war am Markt nicht erfolgreich. Die Verkaufszahlen des Cordoba übertrafen die des Charger SE um das Fünffache. Der Misserfolg des Charger SE beruhte im Wesentlichen auf einem Marketingfehler: Der Modellname passte nicht zu dem Auto. Der Name Charger war in den frühen 1970er-Jahren für Muscle Cars etabliert worden, die ausgesprochen sportlich ausgerichtet waren und vor allem junge Käufer ansprachen. Der 1975 eingeführte Cordoba-Zwilling hatte nichts von diesen Eigenschaften: Er war ein luxuriöses, komfortables Auto für arrivierte Fahrer.
Vom Charger SE zu unterscheiden ist das Charger Coupé, das im Modelljahr 1976 angeboten wurde. Es hat mit dem Cordoba/Charger SE nichts zu tun. Bei ihm handelt es sich um ein zweitüriges Stufenheckcoupé, das 1975 als Dodge Coronet Coupé vermarktet worden war. Im Wege einer Umstrukturierung der Modellbezeichnungen hatte es 1976 den Namen Coronet verloren, ohne dass es sich stilistisch oder technisch verändert hätte. Ab 1977 war das (weiterhin unveränderte) Auto als Dodge Monaco Hardtop Coupé im Programm. Dieses Nebeneinander zweier unterschiedlicher Fahrzeuge unter der gleichen Namen illustriert die Beliebigkeit von Modellbezeichnungen im Spiel amerikanischer Marketingentscheidungen.

### Dodge Magnum

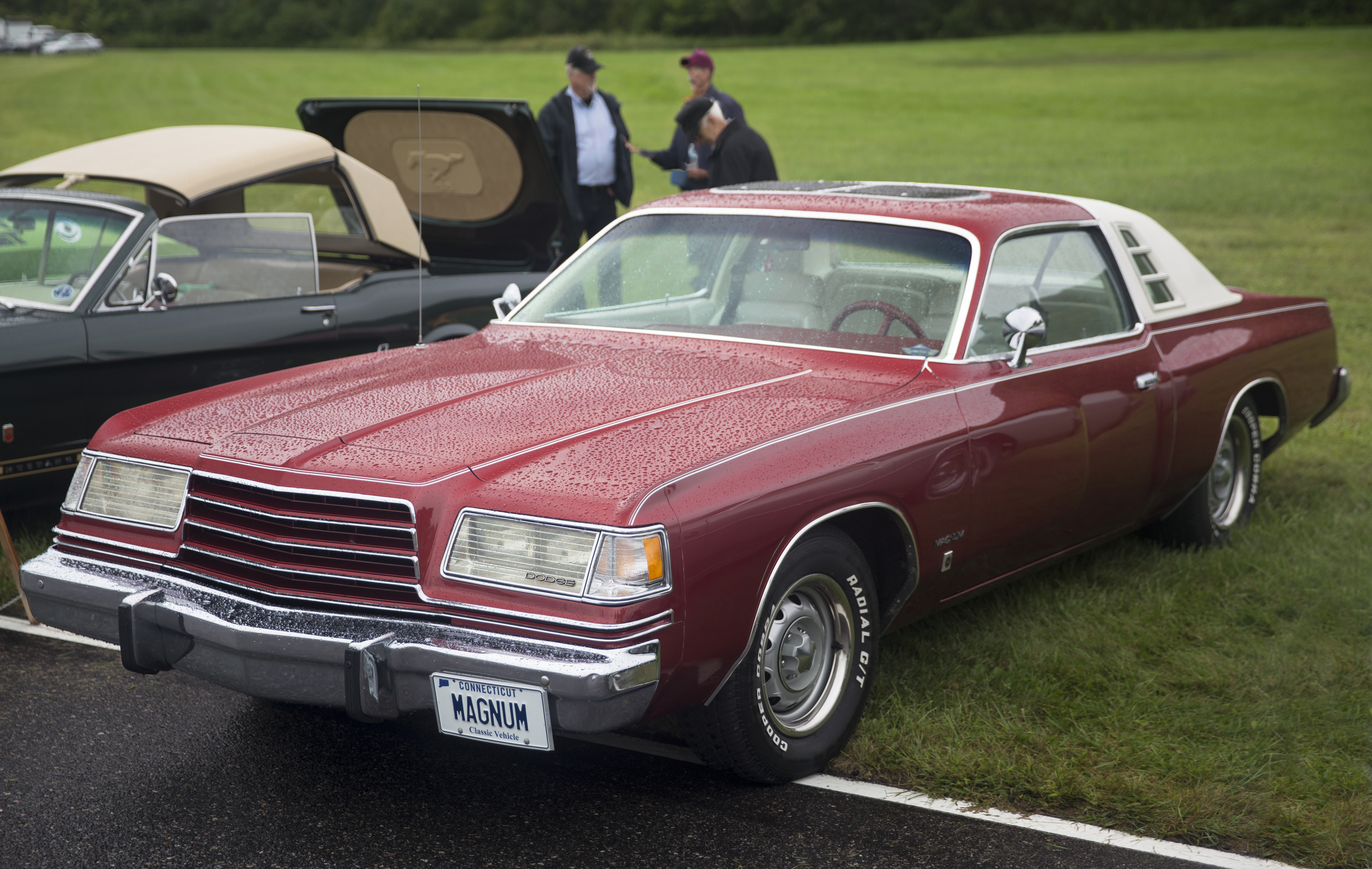
Dodge Magnum

Um eine sportlicher ausgerichtete Kundschaft anzusprechen, entwickelte Dodge zum Modelljahr 1978 den Charger zum Dodge Magnum weiter. Das Fahrzeug entsprach technisch und äußerlich weitgehend dem Cordoba/Charger SE, verfügte aber über eine eigenständige Frontpartie mit verdeckten Scheinwerfern. Dodge beschrieb den Magnum in einem Verkaufsprospekt als „the total driving experience“. Vom Magnum entstanden 1978 insgesamt 55.431 und im Folgejahr noch einmal 30.354 Exemplare.